# Anglo American
Anglo American é um conglomerado britânico que atua no ramo da mineração, sendo um dos maiores do mundo, nessa área de negócios, dedicando-se notadamente à exploração e beneficiamento de metais do grupo da platina (rutênio 44Ru, ródio 45Rh, paládio 46Pd, ósmio 76Os, irídio 77Ir, platina 78Pt, e, conforme a fonte, rênio 75Re), diamantes, cobre, níquel, minério de ferro e carvão. Opera na África, Europa, América do Sul e do Norte e Austrália. Em 2016, a companhia registrou lucro operacional de USD 1.7 bilhão.
A origem do grupo remonta a 1917 e está ligada à exploração de minas na África do Sul.
Desde 1999, sua sede foi transferida para Londres, após a fusão da Minorco (sediada em Luxemburgo) com a Anglo American Corporation of South Africa. Atualmente, o Grupo Anglo American conta com 87.000 empregados no mundo.

## No Brasil
A Anglo American instalou-se no Brasil em 1973.
Atualmente possui uma planta de níquel em Niquelândia, a Codemin, no estado de Goiás, a qual começou a ser construída em 1979 e entrou em operação em agosto de 1982, produzindo cerca de dez mil toneladas anuais de níquel contido em liga de ferro-níquel. O grupo ampliou sua produção de níquel em 45,5 mil t/ano de níquel, através de sua nova unidade, em Barro Alto, também no estado de Goiás. O grupo também possuía uma planta de níquel na Venezuela, a Minera Loma de Níquel, que produz 576t anuais de níquel contido em ferro-níquel por ano. Em 2013 ela foi estatizada.
Em agosto de 2008, a Anglo American criou a Anglo Ferrous Brazil – atual Minério de Ferro Brasil - formada a partir da aquisição do Projeto Minas-Rio (extração, beneficiamento e transporte dutoviário de minério de ferro, com capacidade de produção de 26,5 milhões de toneladas por ano), anteriormente pertencente à MMX, e do Sistema Amapá (compreendendo a mina, a ferrovia e o porto).
Já o Sistema Amapá, foi vendido para a Zamin Ferrous em setembro de 2013.
Em 2014, a empresa inaugura sua sede brasileira em Belo Horizonte.
Em 2016, a Anglo American fez uma revisão do seu portfólio e optou pela venda dos negócios de Nióbio e Fosfatos no Brasil. As operações foram vendidas em setembro de 2016.

## Projeto Minas-Rio
O Minas-Rio tem sua mina em Conceição do Mato Dentro, Minas Gerais, e a unidade de beneficiamento no município mineiro de Alvorada de Minas. Também faz parte do projeto o maior mineroduto do mundo, com 529 km de extensão, que atravessa 33 municípios mineiros e fluminenses. Além disso, o grupo detém 50% do terminal de minério do Superporto do Açu (em parceria com a Prumo Logística) localizado em São João da Barra, no Rio de Janeiro. O primeiro embarque de minério de ferro foi em outubro de 2014.
 

O Projeto Minas-Rio é também reconhecido, para além de seu potencial de extração de minério, por seus efeitos violentos sobre as dinâmicas sociais, culturais, ambientais e econômicas da região, sobretudo em relação a comunidades rurais localizadas a jusante de sua barragem de rejeitos e nos arredores das estruturas: 
(...) os conflitos com o empreendedor; a especulação imobiliária; interferências no uso da água e na dinâmica hídrica superficial; supressão de nascentes; supressão vegetal e de habitats; redução de espécies, inclusive ameaçadas de extinção; manutenção da emissão de ruídos, vibrações, poluição do ar e da água; alteração da paisagem; incômodos na população; mudança dos costumes e modos de vida; perda do patrimônio cultural material e imaterial, dentre outros. 
Apesar de anos de luta, a maioria das famílias ainda não foi reassentada, sendo o Projeto alvo de ações por danos morais coletivos, vazamentos do mineroduto, descumprimento de protocolos sanitários para pandemia de Covid-19, etc.  Ainda, em nota de 2017, o Ministério Público Federal (MPF) denuncia a insuficiência das medidas adotadas pela Anglo American para lidar com os problemas decorrentes de suas atividades, bem como a omissão do Estado:
Para o MPF, há indiferença e a omissão do Estado e as licenças foram concedidas sem levar em conta a violação dos direitos de diversas populações, entre os quais estão comunidades quilombolas. Um dos problemas apontados é o impacto no fornecimento de água, que estaria causando prejuízos para o consumo humano, para a agricultura e para atividade pesqueira. Segundo o órgão, o mineroduto do empreendimento atravessa grande número de córregos, ribeirões e rios, interceptando aproximadamente 600 cursos d'água.

"Inúmeras famílias vêm sofrendo com o fato de que a água simplesmente secou em várias fontes ou nascentes ou está imprópria para o consumo e para o atendimento a necessidades básicas, como higiene e na preparação de alimentos, o que tem sido tratado de forma paliativa pela Anglo por meio do fornecimento de caminhões pipa ou galões de água mineral. Atividades produtivas, como criação de animais, produção de farinha e plantio, estão paralisadas devido à falta d'água", diz o MPF.
Em 2020, o empreendimento bateu o recorde de 24 milhões de toneladas de minério de ferro extraídas, enquanto polêmicas envolvendo a Lei Mar de Lama Nunca Mais, na qual consta:
Art. 5º Não será autorizada a instalação de barragem que identifique comunidade na zona de auto salvamento nos estudos de cenários de rupturas.

Parágrafo único. Considera-se zona de auto salvamento, para os fins deste dispositivo, a região a jusante da barragem em que se verifica não haver tempo suficiente para uma intervenção concreta das autoridades competentes em caso de acidente, tendo como área mínima o raio de 10 km a partir da estrutura principal do empreendimento.
Em setembro de 2020,o Ministério Público de Minas Gerais voltou a se manifestar sobre o assunto em Ação Civil Pública, cobrando aplicação da Lei e reassentamento das comunidades atingidas. Além disso:
A argumentação também enfatizou a importância e a urgência em se assegurar o direito ao reassentamento coletivo (e/ou através do PNO) às famílias de Passa Sete, Água Quente e Jassém, que, além de conviverem permanentemente sob o risco de um desastre  catastrófico, já não suportam as perdas e sofrimentos causados pelas atividades do empreendimento. Além do medo "constante e generalizado", potencializado pela consciência de existirem pessoas "impossibilitadas de adotarem medidas de evacuação", como crianças e idosos, o MPMG menciona a perda de relações afetivas, sociais e econômicas; a assimetria negocial entre atingidos e empreendedora; o agravamento de doenças preexistentes e o surgimento de outras, de natureza física e mental; o assédio das famílias por representantes da empresa, visando acordos fundiários individuais; e a própria "vivência real de uma situação de rompimento no dia 03 de janeiro de 2020, em que se verificou que os planos de evacuação não dão conta de salvar as pessoas ali existentes" (MPMG, 2020c, p. 11).
No entanto, a Ação não resultou no reassentamentos das comunidades a jusante da barragem, que seguem sem o direito aos reassentamentos coletivos e convivendo com as atividades do empreendimento.